# IEEE 802.11be
| Назва покоління                                              | Стандарт IEEE | Прийнятий | Максимальна швидкість з'єднання (Мбіт/c) | Смуги радіочастот (ГГц) |
| ------------------------------------------------------------ | ------------- | --------- | ---------------------------------------- | ----------------------- |
| Wi-Fi 8                                                      | 802.11bn      | (2028)    | ≤ 100000                                 | 2.4, 5, 6, 7, 42.5, 71  |
| Wi-Fi 7                                                      | 802.11be      | (2024)    | ≤ 46120                                  | 2.4, 5, 6               |
| Wi-Fi 6E                                                     | 802.11ax      | 2020      | ≤ 9608                                   | 6                       |
| Wi-Fi 6                                                      | 802.11ax      | 2019      | ≤ 9608                                   | 2.4, 5                  |
| Wi-Fi 5                                                      | 802.11ac      | 2014      | ≤ 6933                                   | 5                       |
| Wi-Fi 4                                                      | 802.11n       | 2008      | ≤ 600                                    | 2.4, 5                  |
| (Wi-Fi 3)*                                                   | 802.11g       | 2003      | ≤ 54                                     | 2.4                     |
| (Wi-Fi 2)*                                                   | 802.11a       | 1999      | ≤ 54                                     | 5                       |
| (Wi-Fi 1)*                                                   | 802.11b       | 1999      | ≤ 11                                     | 2.4                     |
| (Wi-Fi 0)*                                                   | 802.11        | 1997      | ≤ 2                                      | 2.4                     |
| * Назви Wi-Fi 0, 1, 2, 3 є широковживаними, однак неофіційні |               |           |                                          |                         |

IEEE 802.11be — наступне поліпшення стандарту IEEE 802.11, що буде називатися Wi-Fi 7. 
Він базуватиметься на стандарті 802.11ax, і орієнтується на роботу бездротових локальних мереж усередині та поза приміщеннями в діапазонах радіочастот 2.4, 5 і 6 ГГц. Очікується, що теоретичний максимум швидкості сягатиме 30 Гбіт/с.
Станом на березень 2023 року розробка 802.11be триває, остаточний варіант очікується навесні 2024 року.

## Очікувані поліпшення
Головні потенційні покращення, що зазначені в запиті на створення 802.11be:
- Передавання зі шириною смуги до 320 МГц і ефективніше використання несуміжного спектру (фрагментованих радіоканалів);
- Багатодіапазонне/багатоканальне агрегування радіоканалів;
- Використання до 16 просторових потоків і вдосконалення MIMO;
- Координація кількох точок доступу (приміром, скоординоване та спільне передавання);
- Поліпшені адаптація зв'язку та протокол повторного передавання (приміром, Hybrid Automatic Repeat Request[en]);
- За потреби, адаптація до регуляторних правил, що специфічні для спектру 6 ГГц;
- Інтеграція розширень TSN стандарту IEEE 802.1Q для трафіку реального часу з низькою затримкою.

## Додаткові можливості
Крім вищезгаданих поліпшень, готується низка додаткових функціональних можливостей:
- Передавання з використанням модуляції 4096-QAM (4K-QAM);
- Передавання в безперервних і фрагментованих радіоканалах 320/160+160 МГц і 240/160+80 МГц;
- Формати фреймів із покращеною прямою сумісністю (англ. forward-compatibility);
- Ефективніший розподіл ресурсів у OFDMA;
- Оптимізована процедура зондування радіоканалу (англ. channel sounding), що потребуватиме менше ефірного часу;
- Неявне зондування радіоканалу;
- Гнучкіший метод пропуску смуг (англ. preamble puncturing);
- Підтримка прямих з'єднань, що керовані точкою доступу.

## Особливості при застосуванні
Користувачам ПК і власникам ноутбуків з числа любителів високошвидкісного з’єднання доцільно подумати про перехід на Windows 11, оскільки інноваційний стандарт Wi-Fi 7 підтримуватиметься винятково на цій ОС і на актуальних версіях Linux і ChromeOS. Поява нового покоління бездротового з’єднання Wi-Fi 7, яке очікується найближчим часом, не працюватиме на Windows 10 і старіших версіях “вінди”, — повідомили в Intel. Нові ноутбуки на базі процесорів Intel чотирнадцятого покоління з контролером Killer 1750X, що підтримує Wi-Fi 7, очікуються на ринку вже в 2023 році. Цей стандарт забезпечує високу швидкість передавання даних (до 5 Гбіт/сек), що вп’ятеро швидше, як порівняти з IEEE Wi-Fi 6, і обіцяє більш ефективне управління енергією та менші затримки. Драйверів, які б забезпечили адаптерам з Wi-Fi 7 взаємодію зі старими версіями Windows, на поточний момент — немає та їхня поява в осяжному майбутньому малоймовірна. Коли-небудь такі інструменти з’являться, але буде це дуже нескоро, вважає автор інсайду.